# Supraréalisme
 (octobre 2023).
La mise en forme du texte ne suit pas les recommandations de Wikipédia : il faut le « wikifier ».
Les points d'amélioration suivants sont les cas les plus fréquents :
- Les titres sont pré-formatés par le logiciel. Ils ne sont ni en capitales, ni en gras.
- Le texte ne doit pas être écrit en capitales (les noms de famille non plus), ni en gras, ni en italique, ni en « petit »…
- Le gras n'est utilisé que pour surligner le titre de l'article dans l'introduction, une seule fois.
- L'italique est rarement utilisé : mots en langue étrangère, titres d'œuvres, noms de bateaux, etc.
- Les citations ne sont pas en italique mais en corps de texte normal. Elles sont entourées par des guillemets français : « et ».
- Les listes à puces sont à éviter, des paragraphes rédigés étant largement préférés. Les tableaux sont à réserver à la présentation de données structurées (résultats, etc.).
- Les appels de note de bas de page (petits chiffres en exposant, introduits par l'outil «  Source ») sont à placer entre la fin de phrase et le point final[comme ça].
- Les liens internes (vers d'autres articles de Wikipédia) sont à choisir avec parcimonie. Créez des liens vers des articles approfondissant le sujet. Les termes génériques sans rapport avec le sujet sont à éviter, ainsi que les répétitions de liens vers un même terme.
- Les liens externes sont à placer uniquement dans une section « Liens externes », à la fin de l'article. Ces liens sont à choisir avec parcimonie suivant les règles définies. Si un lien sert de source à l'article, son insertion dans le texte est à faire par les notes de bas de page.
- La présentation des références doit suivre les conventions bibliographiques. Il est recommandé d'utiliser les modèles {{Ouvrage}}, {{Chapitre}}, {{Article}}, {{Lien web}} et/ou {{Bibliographie}}. Le mode d'édition visuel peut mettre en forme automatiquement les références.
- Insérer une infobox (cadre d'informations à droite) n'est pas obligatoire pour parachever la mise en page.

Pour une aide détaillée, merci de consulter Aide:Wikification.
Si vous pensez que ces points ont été résolus, vous pouvez retirer ce bandeau et améliorer la mise en forme d'un autre article.
 (octobre 2023).
Le supraréalisme est un courant de pensée contemporain qui s'étend au-delà des frontières traditionnelles de l'art, englobant également la science et la philosophie. Ce courant se distingue par sa tentative d'aller au-delà de la réalité visible, cherchant à unifier le conscient et l'inconscient, et à explorer l'invisible. Bien que ses origines artistiques remontent aux années 1950 et 1960, le supraréalisme en tant que mouvement et style distinct ne fut clairement défini qu'ultérieurement.

## Évolution et Reconnaissance
Le terme « supraréalisme » a été évoqué pour la première fois en 1958, lors de l'exposition personnelle de Morgan-Snell à la galerie Bernheim-Jeune-Doberville à Paris, l'une des galeries les plus importantes de la ville à l'époque2. Dans les années suivantes, plusieurs artistes ayant reçu la reconnaissance officielle se sont décrits comme « artistes visionnaires », une désignation qui préfigurait les principes du supraréalisme2.

## Le Manifeste du Supraréalisme
Ce n'est qu'en 2008 qu'un premier manifeste supraréaliste est publié, écrit par Hervé Leroux et Laurent Marcoux au Canada. Ce manifeste marque une étape cruciale dans la formalisation du mouvement. En 2017, un second manifeste, rédigé par Mad-Jarova, est déposé. Selon cet ouvrage, le supraréalisme ne représente pas simplement un élément manquant dans le puzzle artistique de l'époque mais constitue plutôt sa « moitié invisible », mettant en lumière la dualité entre la sur-réalité du surréalisme et la supra-réalité tangible du supraréalisme.

## Exposition dans les Médias et Philosophie du Mouvement
Selon un article paru dans Paris-Match en 2023, le supraréalisme se veut une rencontre entre le réel et l'invisible, unissant conscient et inconscient. Le mouvement, illustré par des artistes tels que Istvan Sandorfi, Beksinski, Morgan-Snell et Christoph Vacher, s'efforce d'exprimer l'inexprimable. De plus, selon le magazine Arts - City de septembre/octobre 2023, Mad-Jarova est considérée comme une figure de proue du mouvement.

## Impact et Perspective Actuelle
Aujourd'hui, bien que la galerie Bernheim-Jeune-Doberville soit fermée, l'influence du supraréalisme perdure, stimulant la création artistique et la réflexion intellectuelle. Le mouvement continue d'inspirer les artistes et penseurs en quête d'une compréhension plus profonde et multidimensionnelle de la réalité, dépassant les limites du visible et du tangible,.